# Dirty Situation
Dirty Situation è un brano musicale del cantautore svedese Mohombi estratto come terzo singolo dal suo album di debutto, MoveMeant. È stato pubblicato il 22 novembre 2010 dalla Island Records, e figura il featuring del cantante statunitense Akon. Il brano è stato scritto da RedOne, AJ Junior, Mohombi, Bilal "The Chef" e prodotto da RedOne.

## Tracce
Download digitale
1. Dirty Situation – 3:39

## Classifiche
| Classifica (2011) | Posizione massima |
| ----------------- | ----------------- |
| Belgio (Fiandre)  | 16                |
| Belgio (Vallonia) | 26                |
| Finlandia         | 9                 |
| Francia           | 28                |
| Paesi Bassi       | 67                |
| Svezia            | 54                |